# آنجلی (بازیگر)
آنجلی (انگلیسی: Anjali؛ زادهٔ ۱۶ ژوئن ۱۹۸۶) یک مدل، و هنرپیشه اهل هند است. وی از سال ۲۰۰۶ میلادی تاکنون مشغول فعالیت بوده‌است.
از فیلم‌هایی که وی در آن نقش داشته‌است می‌توان به رانا ویکراما، آقای وکیل، غرور، سکوت، بازی فریب، تاک یاس در حیاط، خیابان بازار و بالون اشاره کرد.